# Neeraj Chopra
Neeraj Chopra (Khandra, 24 december 1997) is een Indiaas atleet, die is gespecialiseerd in het speerwerpen. Op 23 juli 2016 won hij zijn eerste grote internationale titel op de wereldkampioenschappen U20 in Bydgoszcz. Dit deed hij met een worp waarmee hij het wereldrecord voor de junioren op 86,48 m bracht. Dit record was in handen van Sirmais Zigismunds. In de jaren die volgden won hij alle belangrijke internationale titels: Aziatisch kampioen, Gemenebest kampioen, tweevoudig kampioen op de Aziatische Spelen, olympisch kampioen en wereldkampioen. Hij nam tweemaal deel aan de Olympische Spelen, wat hem na de eerste keer goud de tweede keer zilver opleverde. Hij is de eerste Aziatische atleet die met de speer olympisch kampioen werd en ook de eerste Aziaat die op dit onderdeel wereldkampioen werd.

## Biografie

### Jeugd en eerste atletiekactiviteiten
Chopra komt uit een agrarische familie. Tijdens zijn openbare schooltijd in Panipat werd hij soms gepest om zijn zwaarlijvigheid, wat hem ertoe bracht om zich aan te melden bij een sportschool. Toen hij daar trainde zag hij in het nabijgelegen stadion speerwerpers trainen. Dat sprak hem zo aan, dat hij die sport oppakte. In 2010 verhuisde hij naar Panchkula om te gaan trainen bij het Tau Devi Lal Sports Complex, een van de twee faciliteiten in de deelstaat Haryana met een kunststofbaan. Hij was toen dertien. In verband met het ontbreken van een speerwerptrainer trainde hij daar bij een looptrainer en probeerde hij zijn speerwerptechniek te verbeteren door video’s te bekijken van Jan Železný. Op het Dayanand Anglo-Vedic College in Chandigarh voltooide hij zijn schoolopleiding.
Intussen had Chopra in 2012, op zijn veertiende, bij het speerwerpen zijn eerste titel veroverd tijdens de nationale juniorkampioenschappen met een worp van 68,40 m, een nationaal jeugdrecord. Een jaar later deed hij zijn eerste internationale ervaring bij de wereldkampioenschappen U18 in Donetsk, waar hij met 66,75 niet verder kwam dan de kwalificatieronde. In 2015 kwalificeerde hij zich voor de Aziatische kampioenschappen in Wuhan, waar hij negende werd met een worp van 70,50. In eigen land werd hij dat jaar voor het eerst nationaal kampioen bij de senioren.

### Eerste internationale medailles
In 2016 veroverde Chopra de gouden medaille op de Zuid-Aziatische Spelen in Guwahati met een nationale recordworp van 82,23, gevolgd door zilver op de Aziatische U20-kampioenschappen in Ho Chi Minh-stad. Vervolgens nam hij deel aan de WK U20 in Bydgoszcz, waar hij zijn reeds vermelde eerste grote internationale titel veroverde. Goud werd het eveneens in 2017 bij de Aziatische kampioenschappen door met een worp van 85,23 een nieuw kampioenschapsrecord te vestigen. Hiermee kwalificeerde hij zich voor de WK in Londen, waar hij met een beste worp van 82,26 werd uitgeschakeld voor de finale.
In 2018 nam Chopra deel aan de Gemenebestspelen in Gold Coast, Australië. Hij won er goud met een worp van 86,47. Daarna volgde een overwinning op de Aziatische Spelen in Jakarta waar hij met zijn winnende worp van 88,06 tevens zijn eigen nationale record verbeterde.

### Operatie en comeback
In mei 2019 onderging Chopra een operatie aan zijn rechter elleboog om wat botsporen te laten verwijderen. Het was er de oorzaak van dat hij niet kon deelnemen aan de WK van dat jaar in Doha. Nadat hij voldoende was hersteld, pakte hij voorzichtig zijn training weer op, eerst in eigen land, om vervolgens in november naar Zuid-Afrika af te reizen, waar hij enige tijd ging trainen bij Klaus Bartonietz, die hem tot 2024 zou blijven begeleiden. Alles bij elkaar duurde het zo’n zestien maanden, voordat Chopra de internationale competitie weer hervatte. Dat was in januari 2020, toen hij deelnam aan de Central North West Athletics League Meeting in het Zuid-Afrikaanse  Potchefstroom. Hij kwam er tot een worp van 87,86 en kwalificeerde zich hiermee voor de Olympische Spelen van 2020. Vervolgens vertrok Chopra naar Turkije om daar zijn trainingsprogramma voort te zetten, maar als gevolg van de coronapandemie keerde hij in maart 2020 terug naar eigen land.
Gedurende de pandemie en de lockdown-periode trainde Chopra vrijwel tot aan het eind van dat jaar in Patiala, waarna hij van december 2020 tot februari 2021 in een door de Indiase atletiekbond samen met de lokale overheid georganiseerd trainingskamp verbleef in het Kalingastadion in Bhubaneswar. Op 5 maart 2021 verbeterde hij zijn eigen nationale record met een worp van 88,07. Daarna kostte het hem aanvankelijk de grootst mogelijke moeite om een visum voor Europa te bemachtigen, maar door tussenkomst van de Indiase Ministeries van Jeugdzaken en Sport en Buitenlandse Zaken lukte dat ten slotte. Op 5 juni 2021 vloog hij naar Parijs, waar hij eerst een verplichte quarantaineperiode moest uitzitten, alvorens door te kunnen reizen naar Portugal om daar deel te nemen aan de Meeting Cidade van Lissabon. Daar opende hij zijn internationale seizoen met een winnende worp van 83,18. Vervolgens ging hij naar Zweden om daar te trainen en aan verschillende wedstrijden in Zweden en Finland deel te nemen. Zijn beste prestatie tijdens dat verblijf was een worp van 86,79. Van zijn plan om daarna nog deel te nemen aan een wedstrijd in Luzern zag hij af vanwege vermoeidheid. Ook zijn intentie om deel te nemen aan een Diamond League wedstrijd in Gateshead ging niet door vanwege visumproblemen die samenhingen met de strenge regels als gevolg van de pandemie, waarna Chopra besloot om gedurende de resterende tijd voorafgaand aan de Spelen te blijven trainen in Uppsala.

### Goud bij olympisch debuut
Op 7 augustus 2021 maakte Chopra zijn debuut op de Olympische Spelen in Tokio en won hij verrassend met een verste worp van 87,58 de gouden medaille. HIj werd de eerste Indiase olympische kampioen in de atletiek. 

## Titels
- Olympisch kampioen speerwerpen - 2020
- Wereldkampioen speerwerpen - 2023
- Aziatische Spelen kampioen speerwerpen - 2018, 2022
- Aziatisch kampioen speerwerpen - 2017
- Gemenebestkampioen speerwerpen - 2018
- Indiaas kampioen speerwerpen - 2015, 2018, 2021
- Wereldkampioen U20 speerwerpen - 2016

## Persoonlijk record
Outdoor
| Onderdeel   | Prestatie | Datum        | Plaats    |
| ----------- | --------- | ------------ | --------- |
| speerwerpen | 89,94 m   | 30 juni 2022 | Stockholm |

## Palmares

### speerwerpen
- 2015:  Indiase kamp. - 77,67 m
- 2016:  WK U20 - 86,48 m (WR U20)
- 2017:  Aziatische kamp. - 85,23 m
- 2017: 15e in kwal. WK - 82,26 m
- 2018:  Gemenebestspelen - 86,47 m
- 2018:  Aziatische Spelen - 88,06 m (NR)
- 2018: 6e Wereldbeker in Ostrava - 80,24 m
- 2021:  OS - 87,58 m
- 2022:  WK - 88,13 m
- 2023:  WK - 88,17 m
- 2023:  Aziatische Spelen - 88,88 m
- 2024:  OS - 89,45 m

Diamond League-resultaten
- 2022:  Athletissima - 89,08 m
- 2022:  Weltklasse Zürich - 88,44 m
- 2022:   Diamond League
- 2023:  Qatar Athletic Super Grand Prix - 88,67 m
- 2023:  Athletissima - 87,66 m

1908: Eric Lemming ·
1912: Eric Lemming ·
1920: Jonni Myyrä ·
1924: Jonni Myyrä ·
1928: Erik Lundqvist ·
1932: Matti Järvinen ·
1936: Gerhard Stöck ·
1948: Tapio Rautavaara ·
1952: Cyrus Young ·
1956: Egil Danielsen ·
1960: Viktor Tsyboelenko ·
1964: Pauli Nevala ·
1968: Jānis Lūsis ·
1972: Klaus Wolfermann ·
1976: Miklós Németh ·
1980: Dainis Kūla ·
1984: Arto Härkönen ·
1988: Tapio Korjus ·
1992: Jan Železný ·
1996: Jan Železný ·
2000: Jan Železný ·
2004: Andreas Thorkildsen ·
2008: Andreas Thorkildsen ·
2012: Keshorn Walcott ·
2016: Thomas Röhler ·
2020: Neeraj Chopra ·
2024: Arshad Nadeem
1983: Detlef Michel ·
1987: Seppo Räty ·
1991: Kimmo Kinnunen ·
1993: Jan Železný ·
1995: Jan Železný ·
1997: Marius Corbett ·
1999: Aki Parviainen ·
2001: Jan Železný ·
2003: Sergej Makarov ·
2005: Andrus Värnik ·
2007: Tero Pitkämäki ·
2009: Andreas Thorkildsen ·
2011: Matthias de Zordo ·
2013: Vítězslav Veselý ·
2015: Julius Yego ·
2017: Johannes Vetter ·
2019: Anderson Peters ·
2022: Anderson Peters ·
2023:  Neeraj Chopra
- Gemeinsame Normdatei: 1309912777
- World Athletics: 14549089
- Library of Congress Control Number: n2022243091
- Virtual International Authority File: 3940166237101096380002